# Стрельцов Василь Омелянович
Василь Омелянович Стрельцов (27 грудня 1921, село Мар'ївка або (Роздори), тепер Синельниківського району Дніпропетровської області — 12 грудня 1993, місто Верхньодніпровськ Дніпропетровської області) — український радянський партійний діяч, Герой Соціалістичної Праці (8.12.1973). Депутат Верховної Ради УРСР 7—11-го скликань.

## Біографія
Народився в багатодітній селянській родині. З 1927 року навчався в школі села Роздори, з 1935 року — в середній школі № 2 міста Синельникове Дніпропетровської області. У 1936 році закінчив Дніпропетровський автомеханічний технікум.
У 1937—1938 роках — шофер колгоспу, у 1938—1939 роках — завідувач автомобільного гаража.
З серпня 1939 року — у Червоній армії. Закінчив Харківське медичне училище. З травня 1941 року — військовий фельдшер санітарного управління РСЧА Московського військового округу.  Учасник німецько-радянської війни з липня 1941 року: командир взводу медсанбату, командир взводу санітарів-носильників 1929-го стрілецького полку 269-ї стрілецької дивізії 3-ї армії Брянського фронту.
Член ВКП(б) з 1942 року.
У серпні 1943 року отримав важке поранення лікувався в госпіталях. Після одужання — командир обмивно-дизенфекційного взводу 128-ї обмивно-дизенфекційної роти 21-ї армії. У жовтні 1945 року демобілізований із Радянської армії як інвалід війни 3-ї групи.
У січні 1946 — 1949 року — 2-й секретар Синельниківського районного комітету ЛКСМУ Дніпропетровської області, вчитель школи. У 1949—1950 роках — завідувач сільськогосподарського відділу Синельниківського районного комітету КП(б)У Дніпропетровської області.
З 1950 по 1952 рік навчався в Дніпропетровській партійній школі.
У 1952—1954 роках — інструктор Дніпропетровського обласного комітету КПУ, секретар, 2-й секретар Павлоградського районного комітету КПУ Дніпропетровської області.
У 1954—1965 роках — голова виконавчого комітету Павлоградської районної ради депутатів трудящих, 1-й секретар Павлоградського районного комітету КПУ Дніпропетровської області.
У 1957 році закінчив Заочну Вищу партійну школу при ЦК КПРС.
У січні 1965 — 19 травня 1989 року — 1-й секретар Верхньодніпровського районного комітету КПУ Дніпропетровської області.
У 1970 році закінчив заочно агрономічний факультет Дніпропетровського сільськогосподарського університету, агроном-економіст.
З травня 1989 року — на пенсії в місті Верхньодніпровську.

## Звання
- лейтенант медичної служби
- старший лейтенант медичної служби
- полковник

## Нагороди
- Герой Соціалістичної Праці (8.12.1973)
- два ордени Леніна (8.04.1971, 8.12.1973)
- орден Жовтневої Революції (22.12.1977)
- орден Трудового Червоного Прапора (26.02.1958)
- орден «Знак Пошани» (20.12.1966)
- орден Вітчизняної війни 1-го ст. (11.03.1985)
- орден Вітчизняної війни 2-го ст. (27.07.1944)
- орден Червоної Зірки (14.07.1943)
- медаль «За взяття Берліна»
- медаль «За визволення Праги»
- медалі
- лауреат Шевченківської премії Української РСР (1983)
- заслужений працівник сільського господарства Української РСР (1981)
- Почесна грамота Президії Верховної Ради Української РСР (1956)
- Грамота Президії Верховної Ради Української РСР (1964)